# (12075) Legg
(12075) Legg es un asteroide perteneciente al cinturón de asteroides descubierto el 20 de marzo de 1998 por el equipo del Lincoln Near-Earth Asteroid Research desde el Sitio de Pruebas Experimentales, en Socorro, Estados Unidos.

## Designación y nombre
Legg se designó al principio como 1998 FX69.
Más adelante, en 2002, fue nombrado en honor de Tiffany Amelia Legg.

## Características orbitales
Legg orbita a una distancia media de 2,459 ua del Sol, pudiendo alejarse hasta 2,867 ua y acercarse hasta 2,05 ua. Su excentricidad es 0,1662 y la inclinación orbital 3,959 grados. Emplea 1408 días en completar una órbita alrededor del Sol. El movimiento de Legg sobre el fondo estelar es de 0,2557 grados por día.

## Características físicas
La magnitud absoluta de Legg es 14,4.